# 愛我你就親親我
《愛我你就親親我》，為泰國GMM 25與LINE TV於2016年1月10日起播出的浪漫愛情喜劇，改編自Hideko Sunshine的原作小說《粉紅之吻》及《自然之吻》。由吉拉迪·塔瓦翁（Mek）、娜帕拉·吉拉威宋謄功（Mild）、協塔朋·平朋（Tao）及瓦拉妮·塔瓦翁（Mook）主演。
此劇由GMMTV製作，於2016年1月在GMM 25電視台及LINE TV首播，同年4月終映。

## 劇情簡介
Sanrak跟Sandee是一對感情很好的姊妹。Sanrak進了姊姊朋友 ─ Na的公司實習，但是她的笨手笨腳遭到很多員工責難，也讓Na的立場十分為難，不斷磨合的過程中，二人漸生情愫，卻礙於職場禁忌不敢表明。而妹妹Sandee與男閨蜜Thada同床一夜後，遭到周遭同學嘲笑，卻也讓她開始思考兩人之間的關係…

## 演員陣容
註：括號內的演員姓名為小名。

### 主要人物
- 吉拉迪·塔瓦翁（Mek）飾演 Thada
- 娜帕拉·吉拉威宋謄功（Mild）飾演 Sandee
- 協塔朋·平朋（Tao）飾演 Na
- 瓦拉妮·塔瓦翁（Mook）飾演 Sanrak

### 其他人物
- 得湾·米弘拉（Tay）飾演 Pete
- 提迪蓬·德查阿派坤（New）飾演 Kao
- 納查特·佳塔潘（Nicky）飾演 June
- Phakjira Kanrattanasood（Nanan）飾演 Ella
- Pop Khamgasem 飾演 Chacha
- 坤查努·肯甘卡（Kan）飾演 Thew
- 西瓦科恩·勒爾科喬特（Guy）飾演 First
- 格拉維·伯恩司裡（Gun）飾演 Noina
- Rita Ramnarong（Chacha）飾演 Fasai
- 安比查婭·薩瓊（Ciize）飾演 May
- Noelle Klinneam（Tiny）飾演 Jane

## 電視劇原聲帶
| 歌名                           | 歌手                                         | 連結  |
| ------------------------------ | -------------------------------------------- | ----- |
| Kiss                           | Sirintip Hanpradit (Rose)                    | [ 4 ] |
| 親密朋友(เพื่อนสนิท-Phuean Sanit) | 吉拉迪·塔瓦翁(Mek) 娜帕拉·吉拉威宋謄功(Mild) | [ 5 ] |

## 外部連結
- GMMTV官方網站（泰文）
- MyDramaList 劇集介紹及劇評 （页面存档备份，存于）（英文）
- 豆瓣劇集介紹 （页面存档备份，存于）（中文）